# Campanile van Venetië

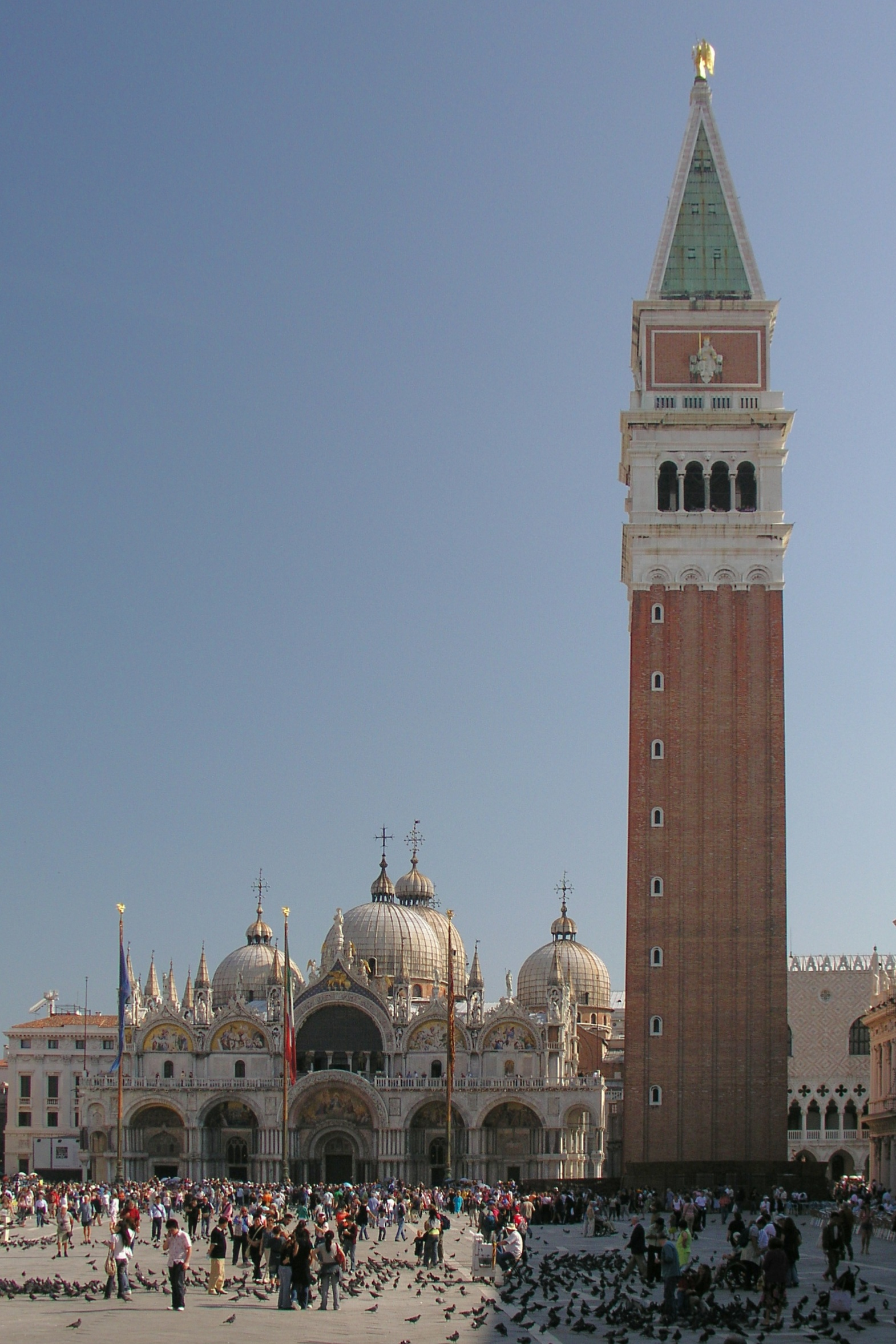
Campanile van Venetië

De Campanile van Venetië is een 98,5 meter hoge campanile (klokkentoren) op het San Marcoplein in Venetië.
De toren bestaat uit een stevige kolom van baksteen, een klokkenkamer met vijf klokken, een observatorium en een piramidevormige spits waarop zich een vergulde windvaan met een uitbeelding van de aartsengel Gabriël bevindt. Voor de toren bevindt zich de marmeren hal: Loggetta del Sansovino. Er staan bronzen beelden van Minerva, Apollo, Mercurius en Pax en er is een bronzen deur.
De eerste toren werd gereedgesteld in 1173 en deed dienst als vuurtoren voor de schippers van de lagunestad. Met de bouw ervan was men in de negende eeuw begonnen. In de zestiende eeuw heeft de toren zijn huidige hoogte gekregen. De Campanile heeft een spiraalvormige opwaartse gang, die tot de top leidt. Zo konden hoogwaardigheidsbekleders te paard tot helemaal boven in de toren rijden.
In 1902 stortte de klokkentoren in toen men geprobeerd had een moderne lift in het gebouw aan te brengen en de stabiliserende hulpconstructie verwijderde. Ook de Loggetta, het gebouw aan de voet van de toren, werd daarbij verwoest. Er waren geen menselijke slachtoffers. De toren werd daarna in de oorspronkelijke stijl herbouwd, met een verborgen betonskelet van Hennebique. Hij werd gereedgesteld in 1912. Ook de Loggetta werd herbouwd.
Het is mogelijk de toren te beklimmen en zo over Venetië uit te kijken. Vanaf de klokkentoren heeft men een zicht op de vijf koepels van de basiliek van San Marco, het eiland San Giorgio Maggiore en de rest van de stad.

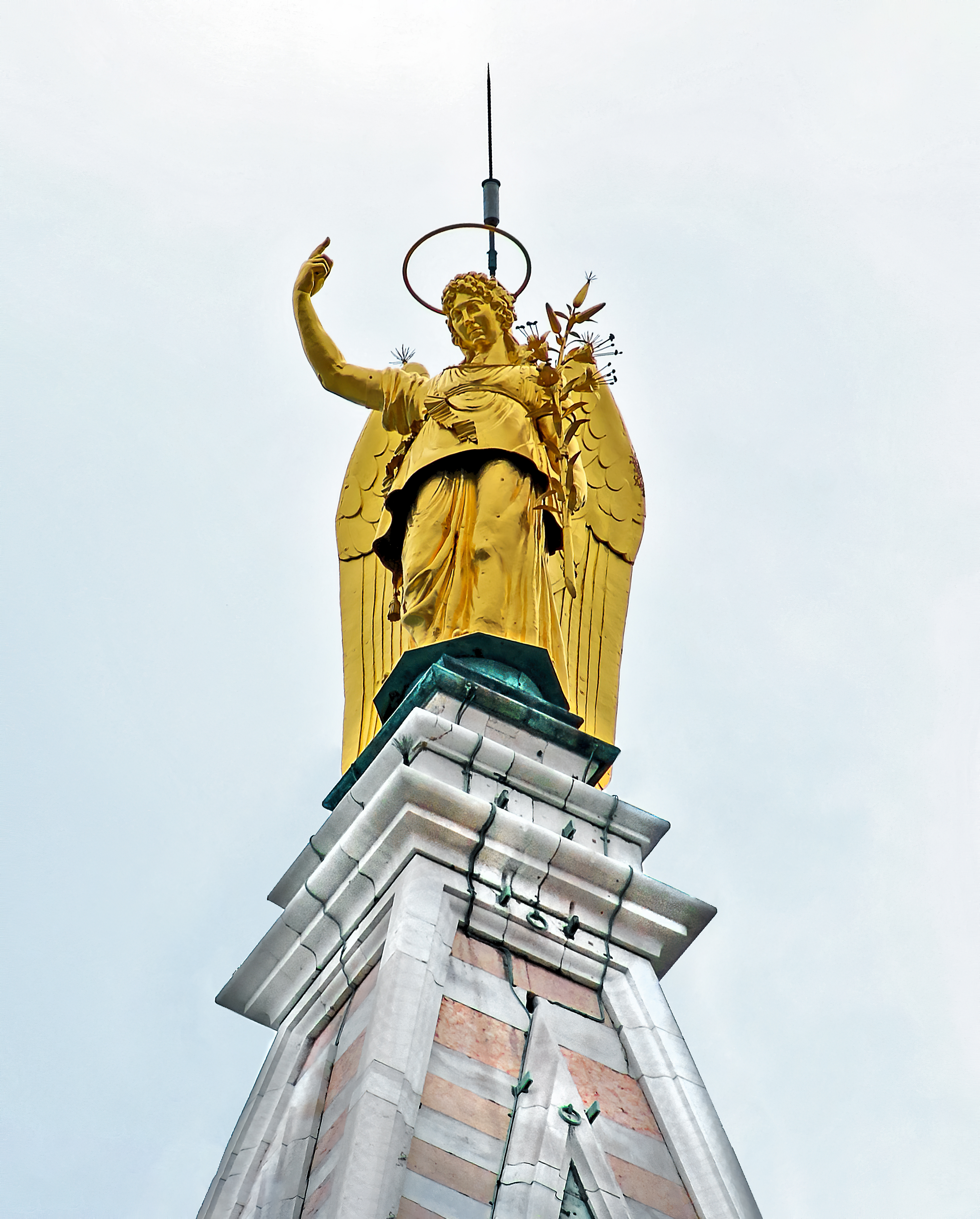
De windvaan
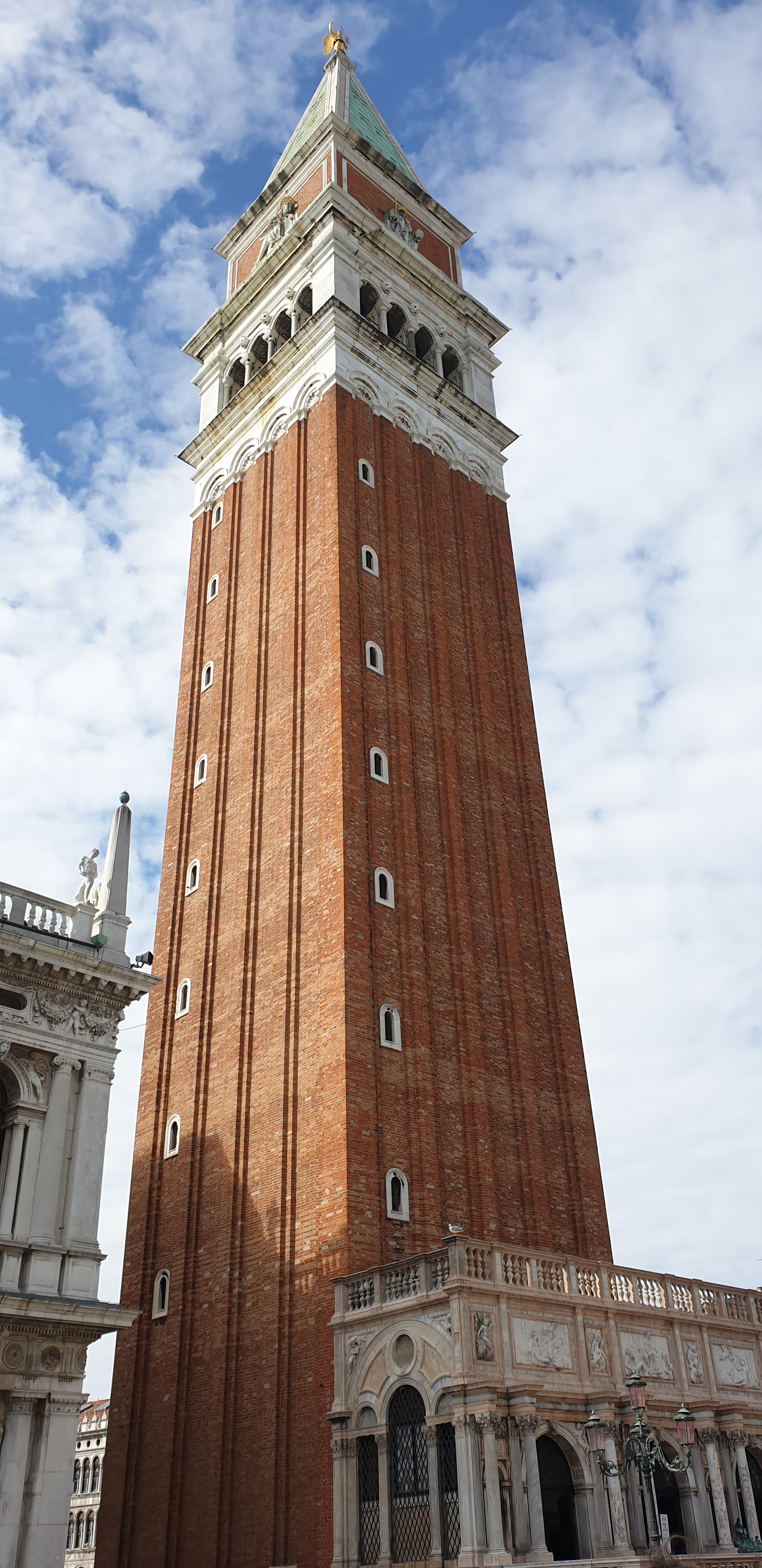
De campanile (klokkentoren)
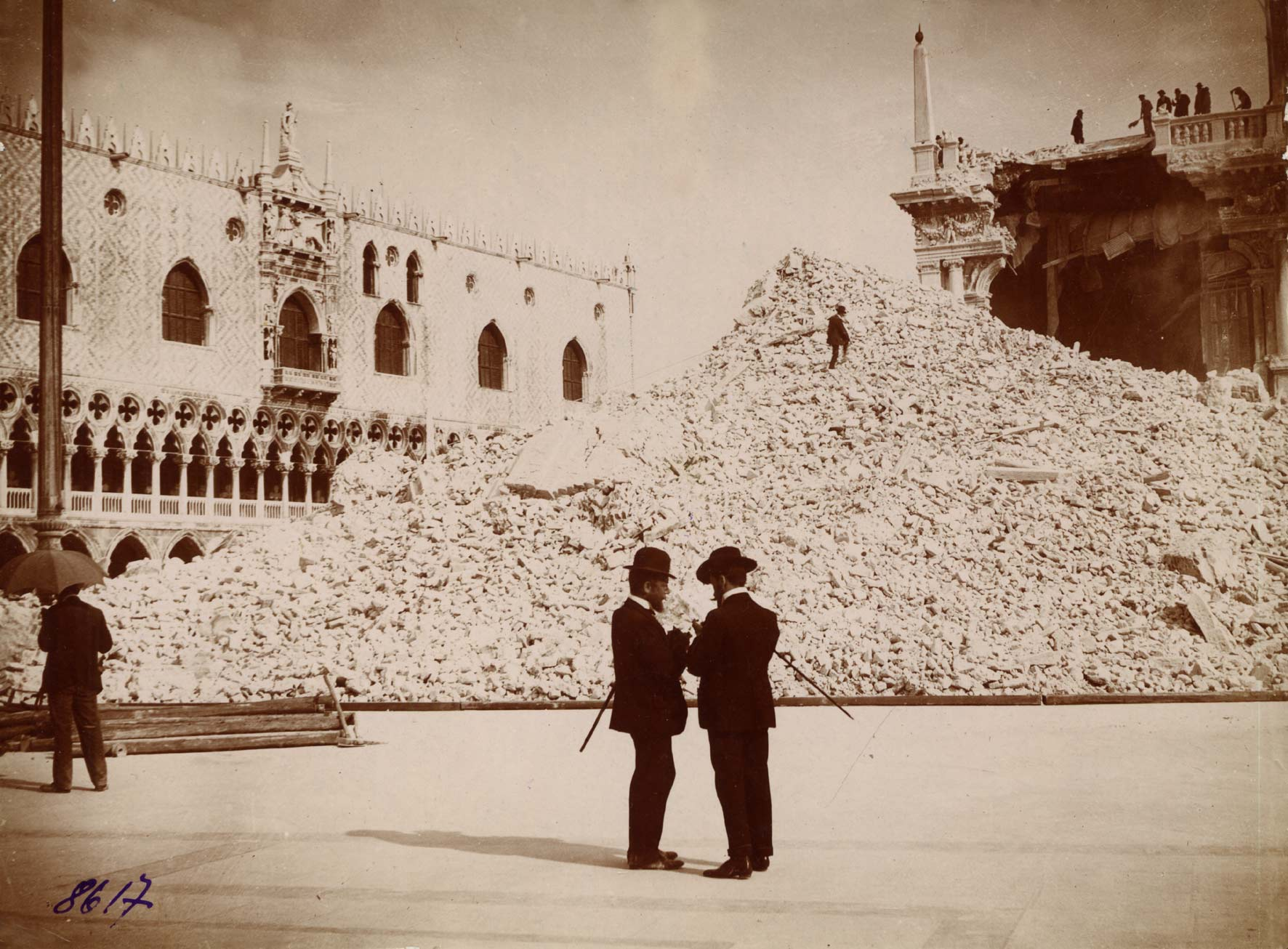
Ruïne van de toren in 1902
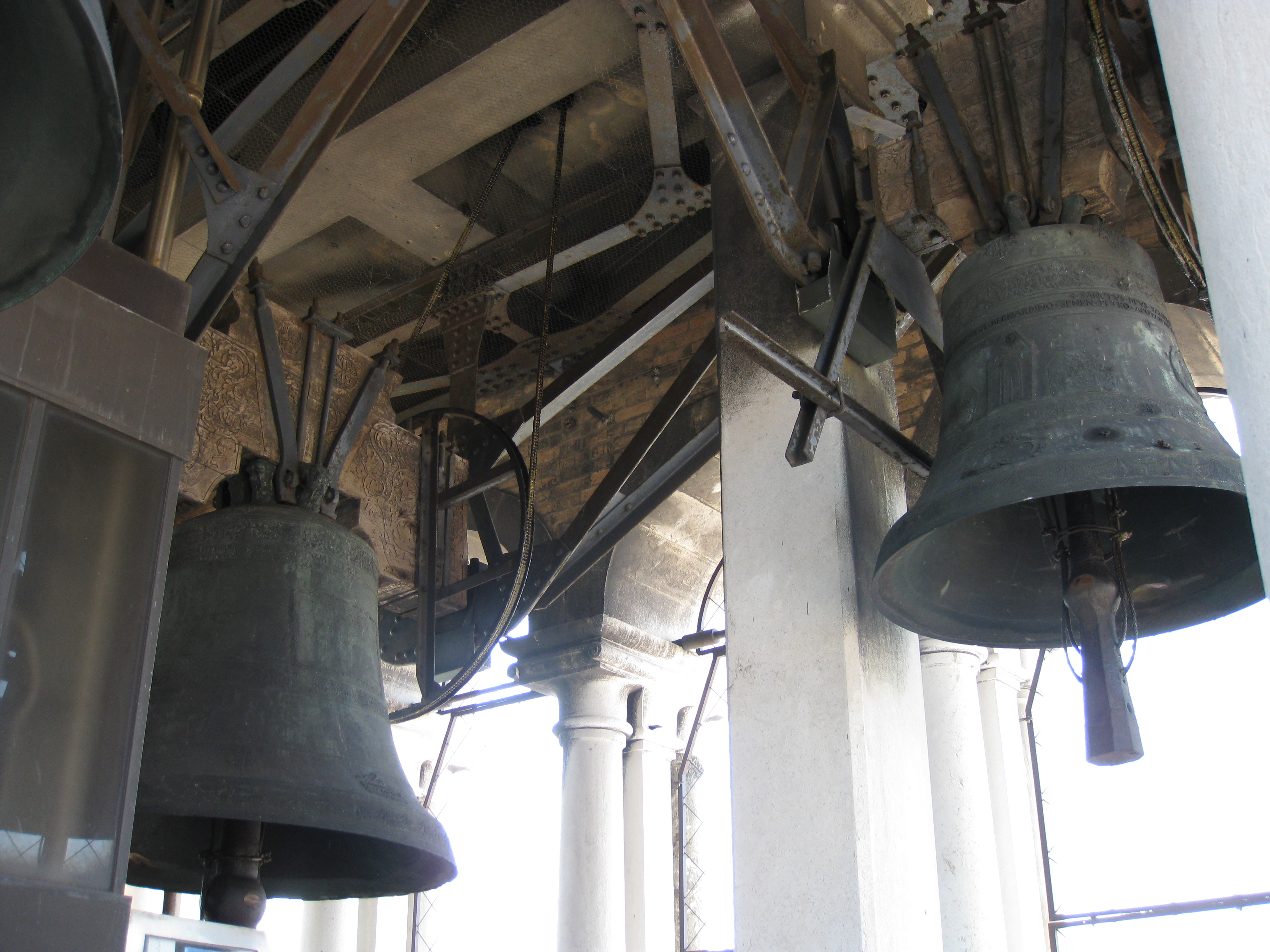
Twee van de klokken in de toren
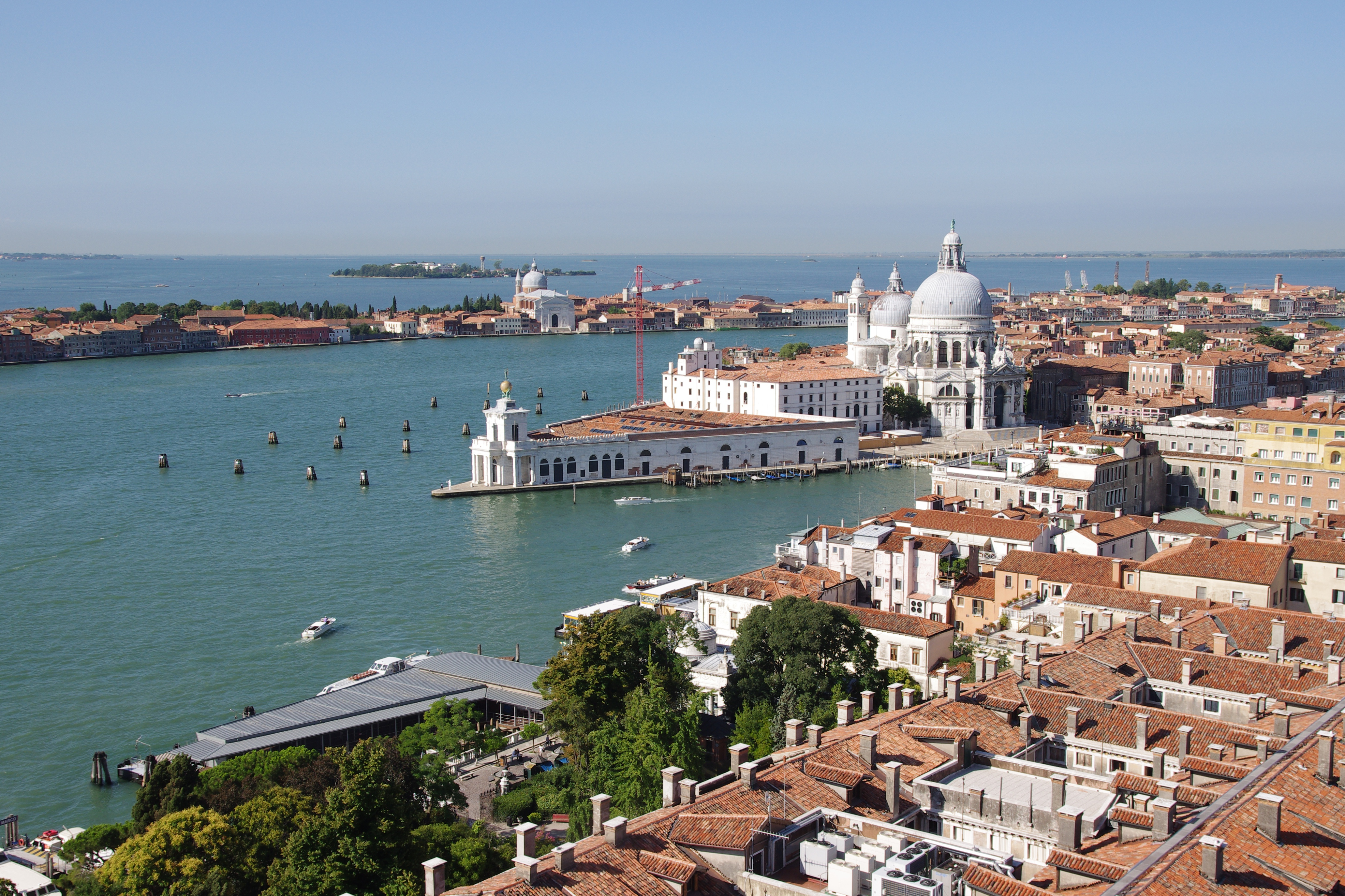
Uitzicht vanaf de Campanile
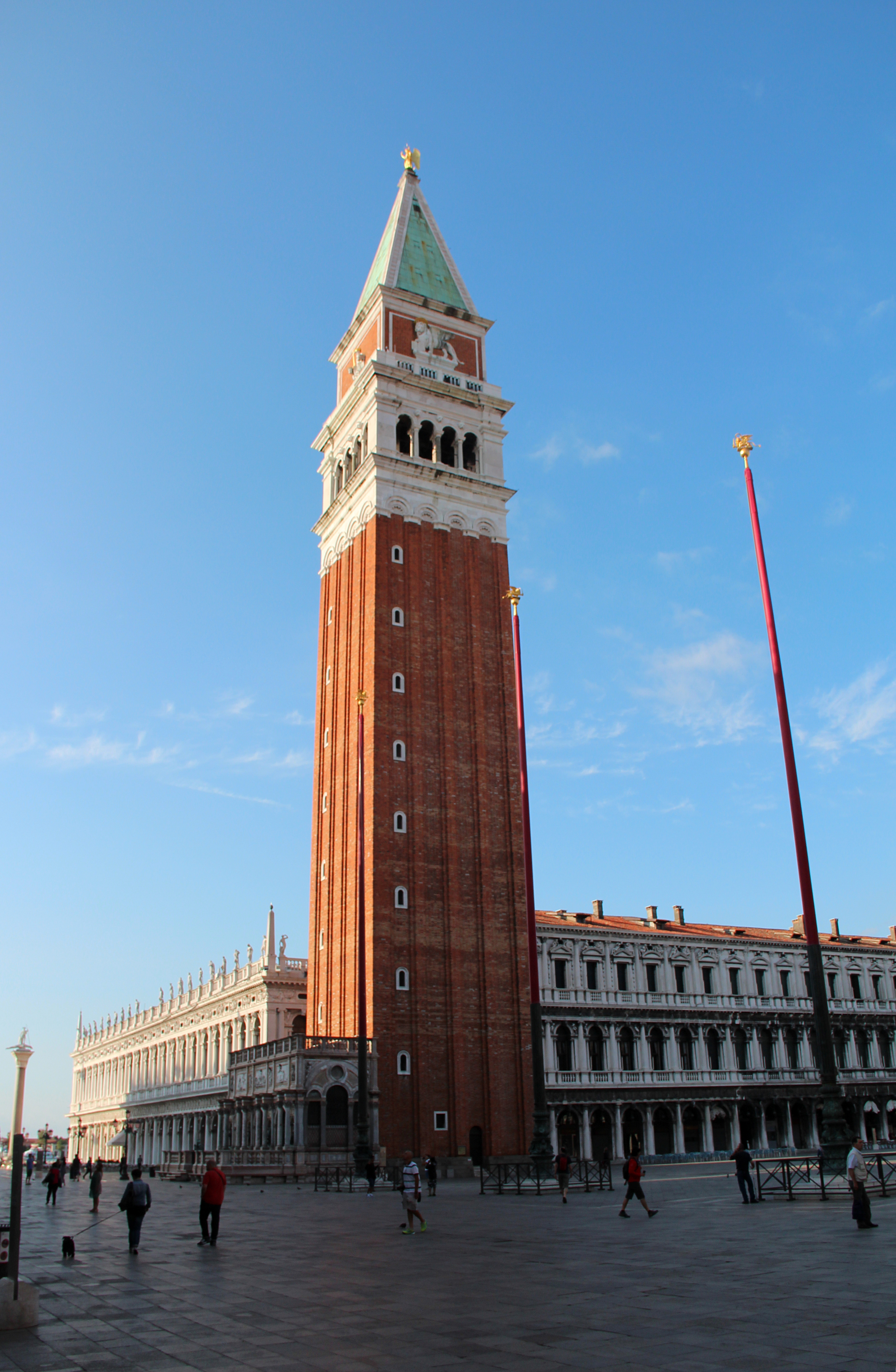
De campanile gezien vanaf het San Marcoplein
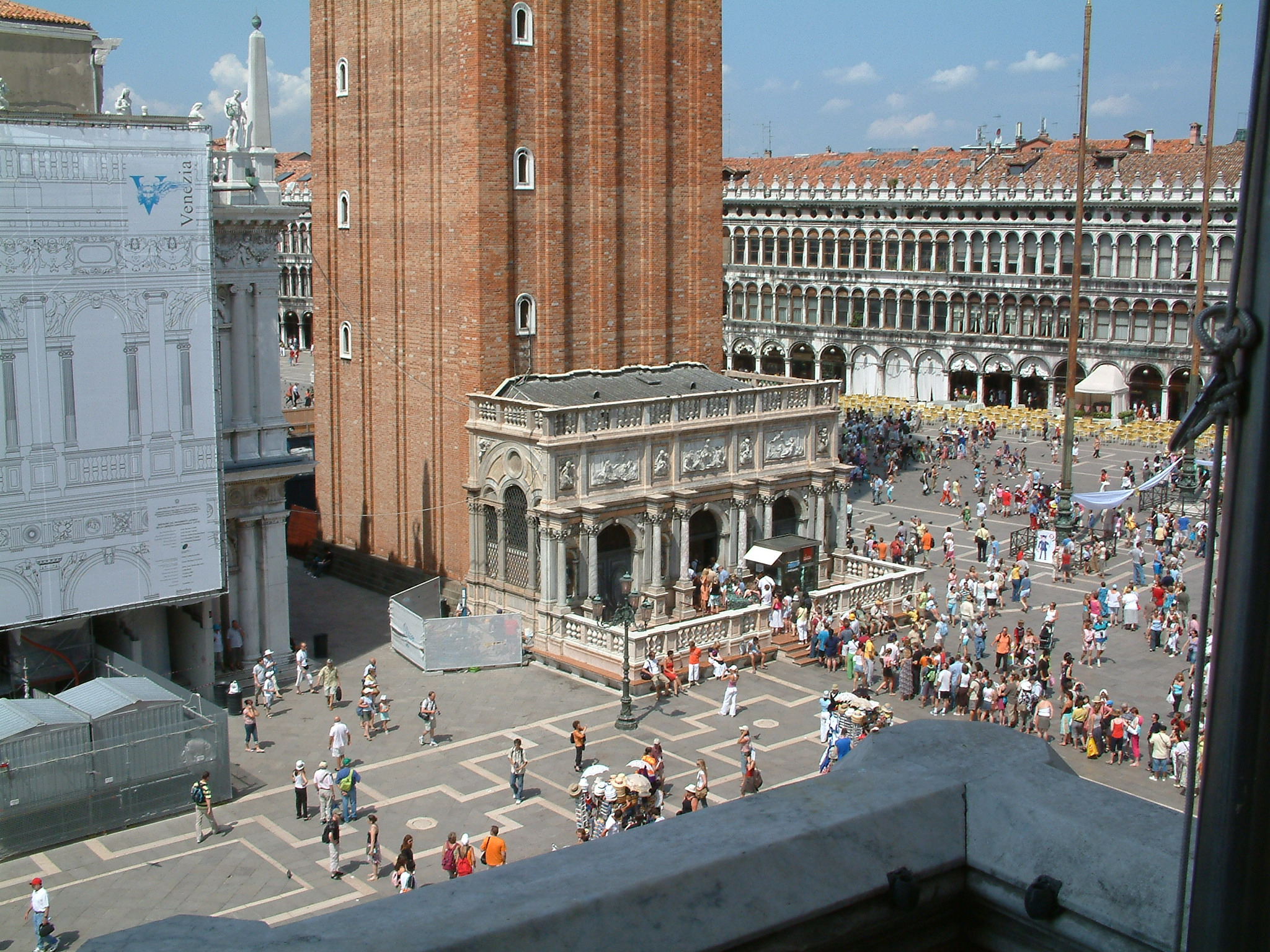
Loggetta

## Trivia
- In Las Vegas staat een replica in het hotel The Venetian.
- De Metropolitan Life Insurance Company Tower in New York is gebaseerd op de Campanile.